# 全日本自動車産業労働組合総連合会
全日本自動車産業労働組合総連合会（ぜんにほんじどうしゃさんぎょうろうどうくみあいれんごうかい、略称：自動車総連（じどうしゃそうれん）、英語：Confederation of Japan Automobile Workers' Unions、略称：JAW）は、日本の労働組合の連合組織である。日本労働組合総連合会（連合）、全日本金属産業労働組合協議会（金属労協）、ユニ・グローバル・ユニオン（UNI）に加盟している。

## 概要
日本の自動車産業、およびその関連産業の各企業で結成された労働組合が加盟し、日本全国に支部を持つ産業別労働組合（産別）の全国組織である。各自動車メーカーの労働組合とその関連企業によって組織された12の「労働組合連合会」が加盟し、自動車総連はこれを通じて約1,200の労働組合を傘下に持っている。現在、自動車総連は約74万1,000人の組合員がいると公表されている。

## 組織

### 本部
- 本部 東京都港区高輪4-18-21 View well Square
- 会長：金子晃浩

### 加盟組合
各労働組合は各自動車メーカーの労働組合とその関連企業によって組織された12の「労働組合連合会」に加盟し、これを通じて自動車総連の傘下に入る。
| 名前                                   | 自動車メーカー                           | 組合員数（人） |
| -------------------------------------- | ---------------------------------------- | -------------- |
| 全トヨタ労働組合連合会                 | トヨタ自動車                             | 342,000        |
| 全日産・一般業種労働組合連合会         | 日産自動車                               | 130,000        |
| 全国本田労働組合連合会                 | 本田技研工業                             | 76,000         |
| 全国マツダ労働組合連合会               | マツダ                                   | 47,000         |
| 全三菱自動車・三菱ふそう労働組合連合会 | 三菱自動車工業、三菱ふそうトラック・バス | 39,000         |
| スズキ関連労働組合連合会               | スズキ                                   | 29,000         |
| 全ダイハツ労働組合連合会               | ダイハツ工業                             | 26,000         |
| ＳＵＢＡＲＵ関連労働組合連合会         | SUBARU                                   | 26,000         |
| 全国いすゞ自動車関連労働組合連合会     | いすゞ自動車                             | 18,000         |
| 日野自動車関連労働組合連合会           | 日野自動車                               | 17,000         |
| ヤマハ労働組合連合会                   | ヤマハ発動機                             | 12,000         |
| 日本自動車部品産業労働組合連合会       |                                          | 17,000         |

- 出典：自動車総連公式サイト

基本的には四輪車メーカーの労働組合が参加しているが、ヤマハ労連は、唯一二輪車メーカーの労働組合として自動車総連に加盟している。また、自動車部品労連は各自動車メーカーの系列に組み込まれていない、独立系の部品製造企業の組合が参加している。

### 組織形態
中央の事務局では、会長および非専従の副会長（各労連の会長）のもとに事務局が置かれ、産業政策室（政策・業種の各グループ）、労働政策室（労働企画・調査の各グループ）、組織・政治室（組織・政治グループ）、企画室（企画総務・国際・共済の各グループ）が編成されている。中央執行委員は専従が7人、非専従が20人となっている。
また、各都道府県単位で地方協議会が組織され、地域での活動、および他労働組合との協力を行っている。

## 活動内容
日本の自動車産業労働者のほぼ全員が加入する巨大労働組合であり、日本で広く定着している労使協調型労働組合の筆頭格と見られている。ユニオン・ショップの恩恵を広く受け、他の労働組合が直面する組織率の低下とは無縁という強みも持つ。その裏面として、各組合員が自動車総連や各労連の方針に対し不満を持ち、活動の形式化や影響力の低下につながる例も、特に企業外の運動となる政治活動などで見られる。

### 企業内活動
自動車総連は産別であり、各企業内の交渉は各加盟労連の自主交渉に任せ、自らは自動車業界全体の賃金水準向上や労働条件改善、さらには業界の健全な発展に向けた労使会議を、日本自動車工業会（自工会）や日本自動車車体工業会（車工会）、日本自動車販売協会連合会（自販連）などの業界団体と行っている。また、自動車総連の大会で決定された綱領や活動方針を、各労連を通じて組合員に周知徹底させ、自動車産業労働者の代表として執行部から現場まで一体となった活動を展開している。
ユニオン・ショップにより事実上の一企業一組合が生まれ、さらに労使協調路線の徹底により各組合はストライキなどの戦闘的な要求を強く自制していることで、労働条件の改善、特に組合員の指名解雇の回避により労使で好調な業績の恩恵を分かち合うのに役立つという評価が与えられている。一方、このような自動車総連傘下の各労働組合は時に「第二人事部」とすら評されるほどに会社側（経営側）の主張を受け入れ、これを批判する組合員（労働者）を統制する役割も担っている御用組合であるという批判も浴びている。
また、自らがあまりにも巨大な組織で、かつ各企業が激しい競争を繰り広げる自動車業界の産別であるため、自動車総連が求める労働条件の均一的な改善、および企業間格差の是正は必ずも成功していない。特に自動車（完成車）メーカーの下に幅広く広がる下請け企業・孫請け企業では、その多くが中小企業で苦しい経営環境にあるなどの悪条件も加わって、自動車総連の活動はこれらの企業で働く労働者に十分な恩恵を与えていないとする批判もある。

### 企業外活動
自動車総連は組合員の生活向上活動を積極的に行っている。経営側との交渉で勝ち取る賃金上昇や労働条件の改善の他、自らも共済制度の設立や労災防止運動の展開で組合員の生活を保障している。また、組合員以外も含む福祉活動も行い、社会貢献にも配慮している。
また、自動車総連は日本労働組合総連合会における加盟員数では全日本自治団体労働組合（自治労）と全国繊維化学食品流通サービス一般労働組合同盟（UAゼンセン）に次いで3番目となる巨大組合である。

### 政治活動
歴史的経緯もあり、自動車総連は反共主義を軸にした活動を展開しながら、自由民主党に代表される保守勢力とも一線を画している。民社党が解党するまで常にこれを支持し、その後も新進党や民主党、民進党、旧国民民主党を経て国民民主党およびその中にある民社協会との関係が深い。現在、自動車総連は組織内議員として礒﨑哲史と濱口誠を参議院の比例区選出議員として国民民主党に所属させている。また、特にトヨタ労連がある愛知県豊田市では圧倒的な集票力を持ち、同市を含む衆議院小選挙区の愛知県第11区は同労連が支持する民主党の古本伸一郎に勝てないと判断した自民党が公認候補擁立を断念する例があったほどである。
ただし、自動車産業の企業内にも日本共産党の党員およびその支持者は存在する。彼らは共産党を支持しながら、同時に反共主義の自動車総連の組合員という矛盾した立場になり、共産党の活動を理由にした自動車総連からの除名などが問題とされる場合もある。
また、加盟組合員全員が民社党や民主党（民進党）、国民民主党を支持しているわけではない。豊田市を別にすると、自動車産業が地域の中核になっている地域でも民社党（民社協会）の衰退や民主党候補の落選が起き、自民党が議席を伸ばしている例がある（浜松市など）。政治分野での影響力確保が自動車総連の課題の一つでもある。
選挙での政党支援以外でも、自動車総連は政策提言などを行っている。自動車総連の顧問・政策顧問は民主党国会議員との間で「政策フォーラム」を設立している。格差社会是正などで民主党や連合の方針に同調するが、揮発油税などによるガソリン税の道路特定財源制度の廃止（一般財源化）には自動車業界と共に反対し、そのための署名活動も展開していて、民進党の方針とは違う立場にある。

## 歴史

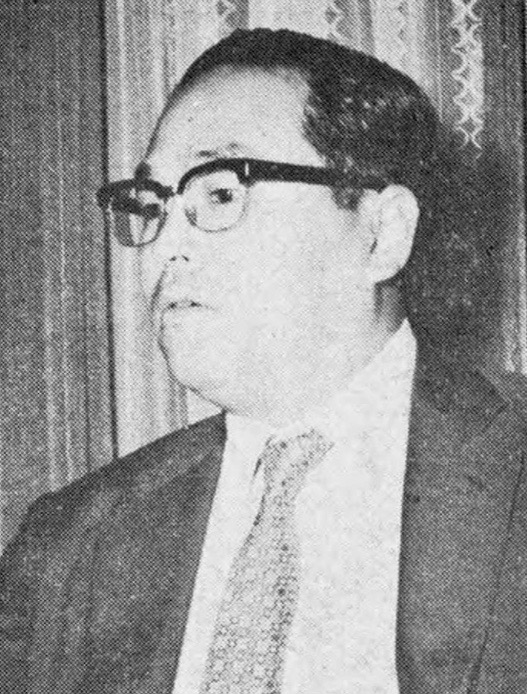
初代委員長の塩路一郎

第二次世界大戦の敗北後、日本社会党や日本共産党の指導によってマルクス主義の影響を強く受けた急進的労働運動は、戦後復興の中核と期待された自動車産業にも及んだ。1948年には当時の四輪車生産メーカーの3社、日産・トヨタ・いすゞの各労働組合が中心となって全日本自動車産業労働組合（全自動車）が結成され、全労連の中心組合、次いで日本労働組合総評議会（総評）の最左派組合として1950年のトヨタ争議や1953年の日産争議などで人員削減（指名解雇）阻止のための激しい闘争を展開していた。しかし、日産争議で敗北すると、その闘争支援資金を巡る問題などで分裂し、1954年に全自動車は解散していた。
一方、日産争議で全自動車（同日産分会）から脱退した労働者によって結成された日産自動車労働組合（後の自動車労連、現在の日産労連）や、全自動車を解散に追い込み企業内組合として組織防衛に成功したトヨタ自動車労働組合（旧全自動車トヨタコロモ分会、現在のトヨタ労連の中核）などは1958年に全国自動車労組懇談会（全懇）を発足させ、労使協調路線の組合による緩やかな全国組織を復活させた。これは1962年にトヨタ・日野・いすゞ・スズキによる全国自動車結成、さらに1965年の自動車産業労働組合協議会（自動車労協）結成へとつながり、日本の自動車産業労働運動の主導権を握った。
1972年、さらなる産別機能の強化が図られる事になり、日産系の自動車労連も参加した自動車総連が発足した。初代の委員長には自動車労連会長の塩路一郎が就任し、日産争議以来20年近くにわたって彼の進めた同盟型労使協調路線の完成形となった。以後、自動車総連は製造部門での週休2日制実現や共済制度の発足などで自動車産業労働者の保護や生活改善を進め、日産自動車の経営危機などでも日産労連を通じてカルロス・ゴーン社長が進める「日産リバイバルプラン」に協力して社員の退職奨励（社員数の削減）に応じながらも指名解雇の実施は阻止した。一方、前身の自動車労協時代に行った全日本金属産業労働組合協議会（金属労協、IMF-JC）への加盟を継続し、さらに国際自由労働連合組合（ICFTU）への加盟を行い、さらには労働戦線の統一の主導役として全民労協や連合の発足にも参加した。また、自動車産業の発展に伴って自動車総連自体も組織を拡大し、労働運動が冬の時代と評される現在でも発足時の50万人を大きく増加させた強力な組合として存続している。